# Фарр, Эллен
Эллен Фарр (англ. Ellen Farr, полное имя Ellen Frances Burpee Farr; 1840—1907) — американская художница.
Одна из первых женщин-художников Калифорнии, рисовавшая пейзажи и местную флору.

## Биография
Родилась 14 ноября 1840 года в Нью-Хэмтоне, штат Нью-Гэмпшир.
Училась в местной New Hampton School, затем в Thetford Academy в штате Вермонт. Вернувшись в родной город, преподавала рисунок в New Hampton School.

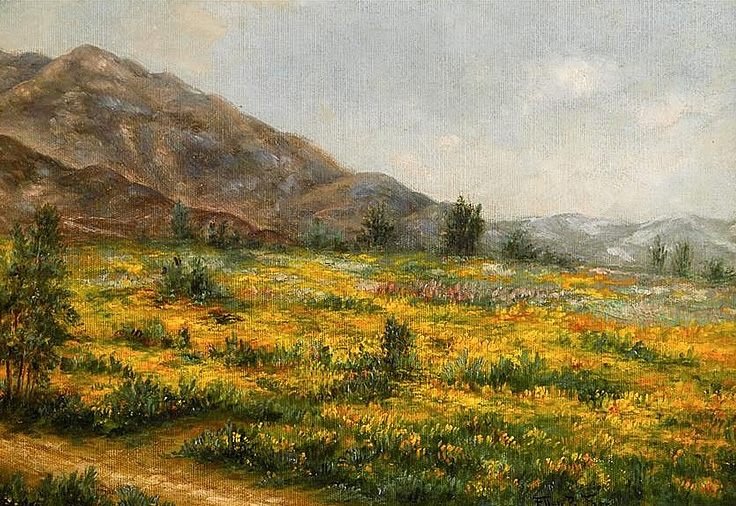
Одна из работ Эллен Фарр

19 мая 1861 года Эллен вышла замуж за участника Гражданской войны, члена Палаты представителей США — Эвартса Фарра, у них было трое детей. В 1883 году семья переехала в Бостон, а около 1890 года — в Пасадену, Калифорния. В Калифорнии тематикой работ художницы была местная природа.
Фарр была членом Бостонского художественного клуба, где выставлялась. Также она показывала свои работы в здании California State Building Всемирной выставки 1893 года в Чикаго. На этой выставке была членом совета California Board of Lady Managers.
Работы Эллен Фарр находятся в Washington County Historical Society в Пенсильвании и в New Hampshire Public Library Литтлтоне.
Умерла 5 января 1907 года в Неаполе.